# Tekenconventie
In de natuurkunde bedoelt men met tekenconventie een bepaalde overeenkomst over het teken van een bepaalde grootheid die men definieert. Er zijn situaties waar men geen echte eenduidige reden heeft om zo een teken van een grootheid op de ene of andere manier te kiezen. In zulke situaties treedt er weleens verwarring op: verschillende bronnen gebruiken soms een verschillende keuze. Erg analoog treden er in veel formules uit diverse takken van de wetenschap wiskundige constantes op; men kan er dan al dan niet voor kiezen deze constantes op te nemen in de grootheden, om formules te vereenvoudigen, wat een dubbelzinnigheid kan opleveren. Ook dat soort conventies duidt men soms aan met de term `tekenconventies'. 

## Relativiteitstheorie
Een bekende tak uit de natuurkunde die geplaagd wordt door een arsenaal tekenconventies, is de speciale relativiteitstheorie. De minkowskitensor is (naargelang de bron) verschillend gedefinieerd. Sommige auteurs kiezen voor de signatuur + − − −, anderen dan weer − + + +. De eerste keuze wordt soms de Westcoast -conventie genoemd, of de mostly minus conventie. De tweede keuze noemt men de Eastcoast -conventie of mostly plus. De definities verschillen dus in het teken. De dubbele keuze hangt ook een beetje af van het subdomein waarin men werkt: de mostly minus-conventie is alomtegenwoordig in cursussen over kwantumveldentheorie, de mostly plus conventie is iets meer voorkomend in cursussen over pure relativiteitstheorie. 
Ook voor de metriek van de algemene relativiteitstheorie zijn de twee tekenconventies in omloop. Indien men van de ene conventie naar de andere gaat, zijn er (naast de metriek zelf dus) een aantal tensoren die van teken veranderen. Dat zijn bijvoorbeeld de inverse metriek, de riemann-tensor en de scalaire kromming. De ricci-tensor en de christoffel-symbolen wijzigen niet indien men van de ene naar de andere conventie overstapt.
Een andere tekenconventie, eveneens in de relativiteitstheorie, is de definitie van de ricci-tensor. Deze is gedefinieerd als de contractie van de riemann-tensor. Nu gebruiken sommige auteurs de contractie {\displaystyle R_{ab}\,=R^{c}{}_{acb}}, maar anderen dan weer {\displaystyle R_{ab}\,=R^{c}{}_{abc}}. Aangezien de riemann-tensor anti-symmetrisch is in zijn indices, zijn de twee verschillende definities elkaars tegengestelde.

## Zwaartekrachtspotentiaal
De zwaartekrachtspotentiaal is volgens de algemene conventie van een potentiaal altijd negatief (als de potentiaal in het oneindige nul gekozen wordt). Afhankelijk van de context wordt soms het minteken weggelaten.